# Mölnerudstjärnen
Mölnerudstjärnen är en sjö i Årjängs kommun i Värmland och ingår i Göta älvs huvudavrinningsområde. Sjöns area är 0,041 kvadratkilometer och den befinner sig 185 meter över havet.